# Roger Bigot (2e comte de Norfolk)
Pour les articles homonymes, voir Roger Bigot et Bigot.
Pour les autres membres de la famille, voir Famille Bigot.
Roger (II) Bigot, né vers 1143 et mort en 1221, 2e comte de Norfolk, est un important baron anglo-normand.

## Biographie
Il est le seul fils d'Hugues Bigot (v. 1094-1176/77), 1er comte de Norfolk, et de Juliana de Vere († 1199/1200), fille d'Aubrey II de Vere.
À l'accession au trône de Richard Ier d'Angleterre (Richard Cœur de Lion), il obtient d'être restauré dans le titre de comte de Norfolk, que son père semble avoir perdu en 1174. Par la suite, il est un serviteur fidèle du roi. Il semble avoir été en Allemagne quand Richard est libéré de captivité. Il bénéficie largement de la faveur royale, retrouvant notamment le titre héréditaire familial de sénéchal royal, et voyant la longue dispute sur l'héritage familial tranchée en sa faveur.
Roger et son fils Hugues († 1225) font partie des vingt-cinq barons chargés de vérifier l'application de la Magna Carta par le roi Jean. Ils sont tous les deux excommuniés par le pape en 1215 pour cette raison.
Il meurt peu avant le 2 août 1221.

## Mariage et descendance
Il épouse, avant 1184, Ida, dont la parenté a longtemps été sujette à discussion, mais qui est maintenant identifiée comme étant la fille de Roger III de Tosny, seigneur de Conches, et de Gertrude de Hainaut.[réf. nécessaire] Ensemble, ils ont :
- Hugues (III) († 1225), 3e comte de Norfolk ;
- William
- Ralph
- Roger
- Mary, qui épouse Ralph fitz Robert, seigneur de Middleham ;
- Margery, qui épouse Guillaume d'Hastings ;
- Peut-être Alice, épouse du comte d'Oxford Aubrey IV de Vere, fils d'Aubrey III de Vere et d'Agnès d'Essex.

## Sources
- S. D. Church, « Bigod, Roger (II), second earl of Norfolk (c.1143–1221) », Oxford Dictionary of National Biography, Oxford University Press, édition en ligne, mai 2006.